# Muttersholtz
Muttersholtz je občina v departmaju Bas-Rhin francoske regije Alzacija.
Leta 1990 je v občini živelo 1 651 oseb oz. 130 oseb/km².